# Pororoca
Pororoca je místní označení pro přílivovou vlnu (přílivový příboj), jež postupuje proti proudu Amazonky směrem do vnitrozemí. Zpočátku dosahuje výšky 4–5 metrů, ale znatelná je ještě i 800 km od ústí. Název pochází z místního indiánského jazyka, přičemž přeložit jej lze jako hřmící vody.
Vlnu využívají k zábavě surfaři, jedná se ovšem o poměrně nebezpečnou aktivitu, vzhledem k množství větví a kmenů stromů unášených proudem.